# Vincenzo Camerini
Vincenzo Camerini (L'Aquila, 24 maggio 1856 – L'Aquila, 3 dicembre 1938) è stato un avvocato e politico italiano.

## Biografia
Nato ad Aquila nel 1856 da Angelo e Luisa Onofri, conseguì la laurea in giurisprudenza e fu avvocato praticante nel foro cittadino. Diventò quindi sindaco della città per nove anni, dal 1901 al 1910, come espressione della destra storica. Durante il suo mandato fu fondato, in un'ala di palazzo Margherita, il Museo nazionale d'Abruzzo su spinta di Mario Chini.
Fu iniziato in Massoneria nella loggia dell'Aquila "Fabio Cannella", del Grande Oriente d'Italia.
Con le elezioni politiche del 1913 risultò eletto alla Camera dei deputati nel collegio di Popoli tra le file dell'Unione Liberale, mentre nelle elezioni del 1919 e in quelle del 1921 nel collegio di Aquila.
Finita la terza legislatura come deputato, nel novembre del 1924 Camerini fu nominato Senatore del Regno. Al Senato ricoprì diversi incarichi: fu membro della Commissione per le petizioni dal 1930 al 1934, membro della Commissione per l'esame dei decreti registrati con riserva dalla Corte dei conti dal 1934 al 1938 e membro della Commissione per il giudizio dell'Alta Corte di Giustizia dal 1934. Morì nella sua città natale nel 1938.